# Lilianne Ploumen
Elisabeth Maria Josepha Ploumen, dite Lilianne Ploumen, née le 12 juillet 1962 à Maastricht, est une femme politique néerlandaise, membre du Parti travailliste (PvdA), qu'elle dirige du 23 janvier 2021 au 12 avril 2022. Siégeant à la Seconde Chambre du 23 mars 2017 au 22 avril 2022, elle est ministre du Commerce extérieur et de la Coopération pour le développement dans le deuxième cabinet de Mark Rutte du 5 novembre 2012 au 26 octobre 2017.

## Biographie

### Jeunesse et études
Diplômée de l'université Érasme de Rotterdam, Lilianne Ploumen adhère dans sa jeunesse à la Gauche verte, puis au Parti travailliste en 2003.

### Ministre sous Mark Rutte

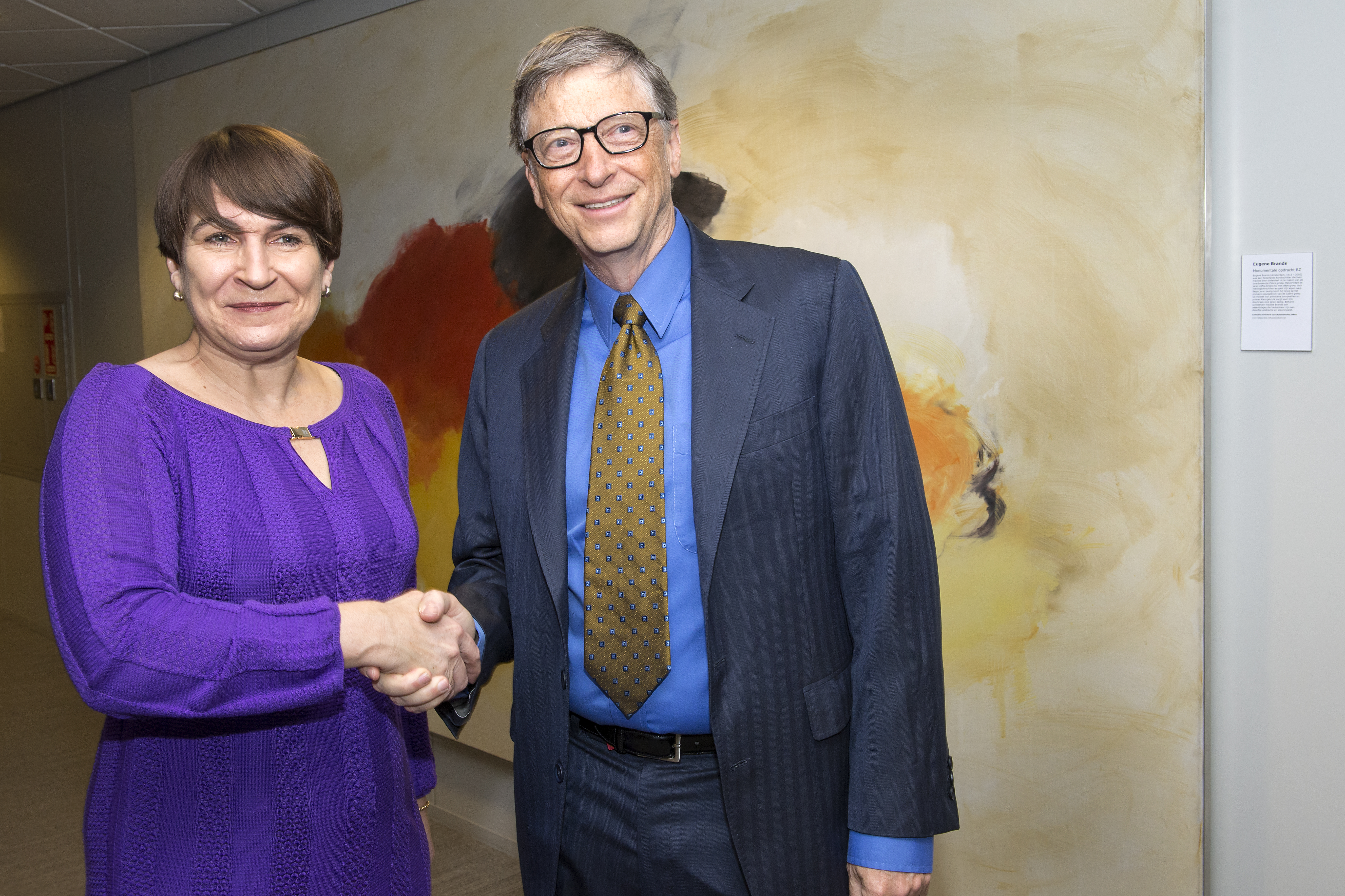
Lilianne Ploumen au côté de Bill Gates, en 2016.

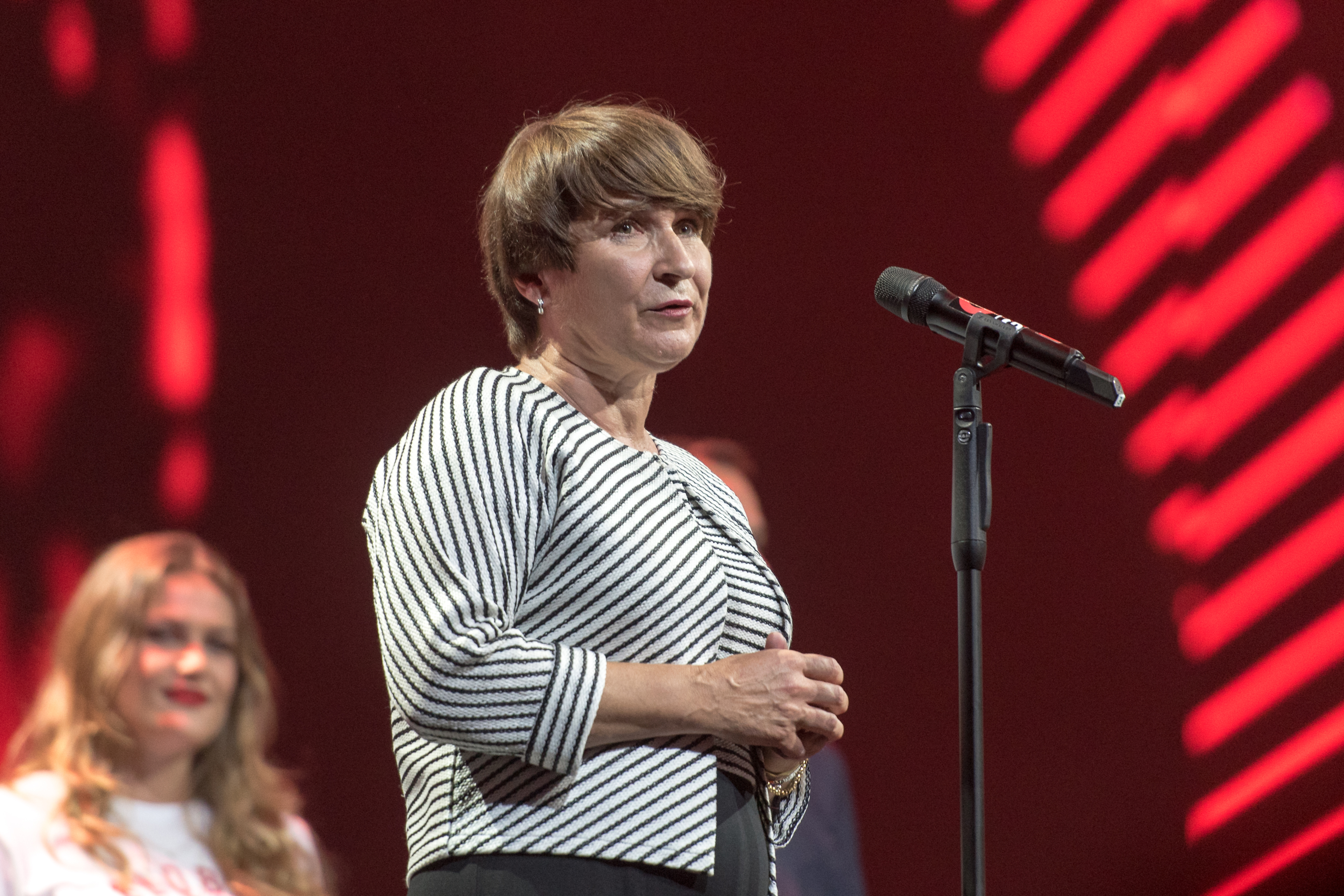
Lilianne Ploumen à Hambourg en 2017.

Ploumen est ministre du Commerce extérieur et de la Coopération pour le développement, un poste de ministre sans portefeuille au sein du ministère des Affaires étrangères, entre le 5 novembre 2012 et le 26 octobre 2017, dans le deuxième cabinet de Mark Rutte.
Elle est auparavant présidente du Parti travailliste du 6 octobre 2007 au 22 janvier 2012, une fonction d'importance moindre que celle de chef politique, qu'elle occupe depuis le 23 janvier 2021, à la suite de la démission de Lodewijk Asscher.

### Direction du Parti travailliste
Lilianne Ploumen devient présidente du groupe parlementaire à la Seconde Chambre le 14 janvier 2021, succédant à Lodewijk Asscher, sous qui elle est vice-présidente de groupe. Elle est proposée à la direction du parti par ses cadres le 18 janvier et investie dans ses fonctions par les adhérents cinq jours plus tard, à deux mois des élections législatives.
Elle mène la liste travailliste aux élections législatives du 17 mars 2021, à laquelle les sondages prédisent un redressement par rapport aux neuf sièges obtenus en 2017. Cependant, le parti n'arrive pas à confirmer les bonnes tendances sondagières, les travaillistes restant stables avec neuf élus à la suite du scrutin.
Le 12 avril 2022, Lilianne Ploumen démissionne de la direction du parti et annonce son retrait de la vie politique.